# 菲蒂奧內什蒂鄉
45°59′N 27°03′E / 45.983°N 27.050°E
菲蒂奧內什蒂鄉（羅馬尼亞語：Comuna Fitionești, Vrancea），是羅馬尼亞的鄉份，位於該國東部，由弗朗恰縣負責管轄，面積79平方公里，海拔高度251米，2002年人口2,890，人口密度每平方公里36人。